# 与謝野町コミュニティバス
与謝野町コミュニティバス（よさのちょうコミュニティバス）は、京都府与謝郡与謝野町が運行するコミュニティバス。愛称は「コミュニティバスひまわり」。2009年3月運行開始。丹後海陸交通に運行を委託している。
2023年10月に路線再編され、奥滝線、加悦奥線のみの運用となり、他の路線はよさの乗合交通事業「よさの乗合交通」に転換された。本項では「よさの乗合交通」についてもあわせて記載する。

## 沿革
- 2009年（平成21年）3月16日：運行開始。
- 2020年（令和2年）10月1日：大幅な路線再編を実施。
- 2023年（令和5年）10月1日：大幅な路線再編を実施。野田川地域（岩屋・市場エリア、山田エリア、石川エリア）と桑飼地域（桑飼エリア）にてよさの乗合交通事業「よさの乗合交通」が10月2日より運行が開始される[3]。

## 運賃・ダイヤ
- 大人：200円、小児：100円（回数券あり）
- 全コースとも、日曜・祝祭日・年末年始（12月30日 - 1月3日）は全便運休する。

## 路線

### 奥滝線
- 鹿ノ熊 - 与謝保育園下 - 山河公民館 - やさいの駅（旧加悦SL広場前）- 尾上団地 - 虫本公民館前 - 加悦庁舎 - ウイル - 野田川庁舎
  - 月曜・水曜・金曜のみ運行。2023年（令和5年）10月2日より路線の一部が「よさの乗合交通」に桑飼エリアに転換[3]。

### 岩屋線
- 岩屋上 - さんさんパーク - 野田川庁舎 - ウイル
  - 月曜・水曜・金曜のみ運行。2023年（令和5年）10月2日より「よさの乗合交通」に岩屋エリアに転換[3]。

### 加悦奥・石川線
- 加悦奥十番組 - 加悦庁舎 - ウイル - 野田川庁舎 - 野田川丹海前 - 石川上地 - 川上上 - 香河上 - 大宮 - ウイル - 加悦庁舎
  - 火曜・木曜・土曜のみ運行。石川線は2023年（令和5年）10月2日より「よさの乗合交通」に石川エリアに転換[3]。

## 車両
- 日野・ポンチョを使用。

## よさの乗合交通
2023年（令和5年）10月1日の路線再編により、翌10月2日より運行を開始した予約型乗合交通。利用には、電話もしくはアプリでの事前予約が必要。

### 運賃・運行時間
- 大人（中学生以上）：300円、小人（小学生）：150円[3]
- 午前9時 - 午後5時[3]
- 全コースとも、日曜・祝祭日・年末年始（12月30日 - 1月3日）は全便運休する[3]。

### 運行エリア
野田川地域
- 岩屋、市場エリア（月・水・金運行）
- 山田エリア（月・水・金運行）
- 石川エリア（火・木・土運行）
- 車両はセダンのタクシー車両を用いる。日本交通株式会社が運行を担う[3]。

桑飼地域
- 桑飼エリア（月 - 土運行）
- 車両は軽自動車を用いる。桑飼地区支え合い交通運営協議会が運行を担う[3]。

共通地域
- 市街地エリアA（岩屋、市場エリア、石川エリア、桑飼エリア共通）
- 市街地エリアB（山田エリア、石川エリア共通）